# Друст IV
Друст IV (*Drust IV, д/н — бл.536) — король піктів у 522/526—536 роках.

## Життєпис
Походив з роду вождів якогось з племен північних піктів. Син вождя Гірома. З повалення першої королівської династії піктів — Ерпидів — між 510 та 514 роками, втрутився в боротьбу за трон.
Зрештою у 518, 522 або 526 році розділив королівство з Друстом III, представником іншого потужнього піктського племені. Спільне правління тривало до 530 або 531 року. Напевне, співкороль загинув у боротьбі з Друстом IV чи помер власною смертю.
З цього моменту починається самостійне володарювання Друста IV, який заснував другу піктську династію — Гіромидів. Задля зміцнення свого становища (можливо, відчував загрозу з боку Стратклайду) уклав союз з королівством Гвінед, видавши сестру за володаря Майлгуна ап Кадваллона. Помер близько 536 року. Йому спадкував брат Гартнарт I.